# 吉野美穂
吉野 美穂（よしの みほ、1977年1月12日 - ）は、日本の元AV女優。
神奈川県出身。身長155cm。スリーサイズ:B86（Dカップ） W58  H85。血液型:O型。

## 人物
- 趣味:旅行、ショッピング
- 特技:スノーボード、バスケットボール
- 初体験は小学校6年の時で同級生と学校のトイレで（『快楽姫』のインタビューの中で語っている。）

## 略歴
1996年に『快楽姫』でメディアステーションよりAVデビュー。
現在は引退している。

## 作品

### アダルトビデオ
- 快楽姫（1996年10月6日、宇宙企画）
- おしゃぶりパックン（1996年11月22日、エイトマン）
- Candy Floral（1997年1月25日、シェール）
- えっちにムチュー（1997年3月21日、トライハート）
- 閉ざされた教室　女子生監禁ファイル3（1997年4月11日 、アートビデオ）
- BED HEAT!（1997年4月18日、トライハート）
- 恥辱の夜間飛行（1997年6月、アタッカーズ）

## 書籍

### 写真集
- Wet Dream 完全露出裸美少女12人永久保存写真集（1997年11月25日、司書房）撮影:横山こうじ ISBN 9784812800843